# 圣皮埃尔 (上普罗旺斯阿尔卑斯省)
圣皮埃尔（法語：Saint-Pierre，法語發音：[sɛ̃ pjɛʁ] ⓘ）是法国上普罗旺斯阿尔卑斯省的一个市镇，属于卡斯泰拉讷区。

## 地理
圣皮埃尔（43°54'43"N, 6°55'28"E）面积5.62 平方千米，位于法国普罗旺斯-阿尔卑斯-蓝色海岸大区上普罗旺斯阿尔卑斯省，该省份为法国东南部内陆省份，北起上阿尔卑斯省，西接沃克吕兹省，西北接德龙省，南至瓦尔省，东临滨海阿尔卑斯省，东北部与意大利接壤。
与圣皮埃尔接壤的市镇（或旧市镇、城区）包括：拉罗谢特、屈埃布里、拉佩讷、萨拉格里丰。

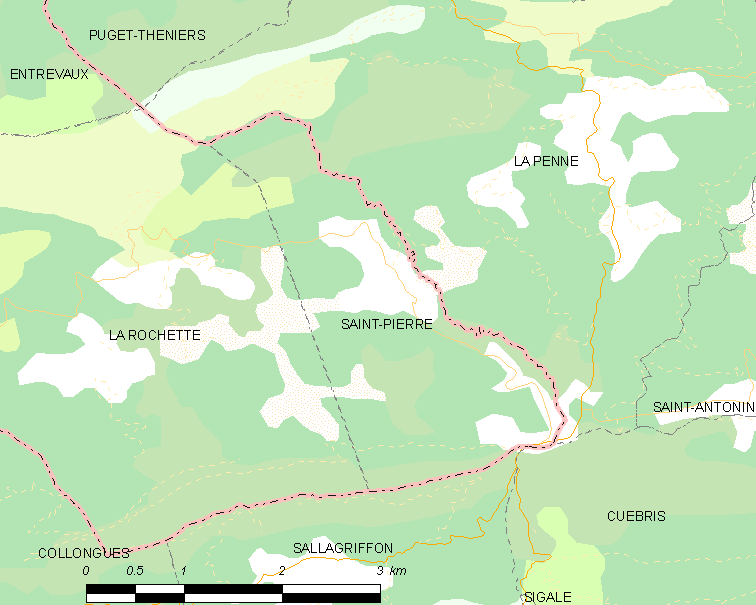
的OSM定位图

圣皮埃尔的时区为UTC+01:00、UTC+02:00（夏令时）。

## 行政
圣皮埃尔的邮政编码为06260，INSEE市镇编码为04194。

## 政治
圣皮埃尔所属的省级选区为卡斯泰拉讷县。

## 人口

1962-2008年间人口变化图示

圣皮埃尔于2022年1月1日时的人口数量为97人。
圣皮埃尔人口变化图示
| 数据来源：INSEE |